# Закшево (Ґраєвський повіт)
Закшево (пол. Zakrzewo) — село в Польщі, у гміні Радзілув Ґраєвського повіту Підляського воєводства.
Населення — 158 осіб (2011).

## Демографія
Демографічна структура станом на 31 березня 2011 року:
|          | Загалом | Допрацездатний вік | Працездатний вік | Постпрацездатний вік |
| -------- | ------- | ------------------ | ---------------- | -------------------- |
| Чоловіки | 72      | 19                 | 44               | 9                    |
| Жінки    | 86      | 26                 | 42               | 18                   |
| Разом    | 158     | 45                 | 86               | 27                   |